# Palais des archevêques de Narbonne
Le palais des archevêques est un grand ensemble architectural situé à Narbonne, en France.

## Localisation
Le palais est situé au cœur de la ville de Narbonne, dans le département français de l'Aude.

## Historique
Le palais archiépiscopal de Narbonne est une place forte élevée probablement sur l’emplacement du capitole de la ville romaine. C’est après le palais des papes d'Avignon, la construction la plus importante des nombreuses résidences occupées par les princes de l’Église.
Le palais est réuni à la cathédrale actuelle, fondée en 1272, par un cloître bâti par l’archevêque Pierre de La Jugie, dans la seconde moitié du XIVe siècle. Déjà, en 1308, la grosse tour carrée du palais, servant de donjon, avait été construite par l’archevêque Gilles Ier Aycelin de Montaigut. Pierre de La Jugie éleva entre le cloître et cette tour des bâtiments qui comprennent plusieurs tours rondes, des logis, une grande salle et une autre tour carrée formant pendant avec le donjon.
L'ensemble du palais des archevêques de Narbonne et ses abords sont classés monuments historiques en 1840.

## Description
Le palais des archevêques de Narbonne est composé du palais Vieux d'origine romane et du palais Neuf de style gothique. Sa façade comporte trois tours carrées datant des XIIIe et XIVe siècles. Il accueille depuis le XIXe siècle la mairie, le musée d'art et d'histoire et le musée archéologique.

### Le Palais Vieux

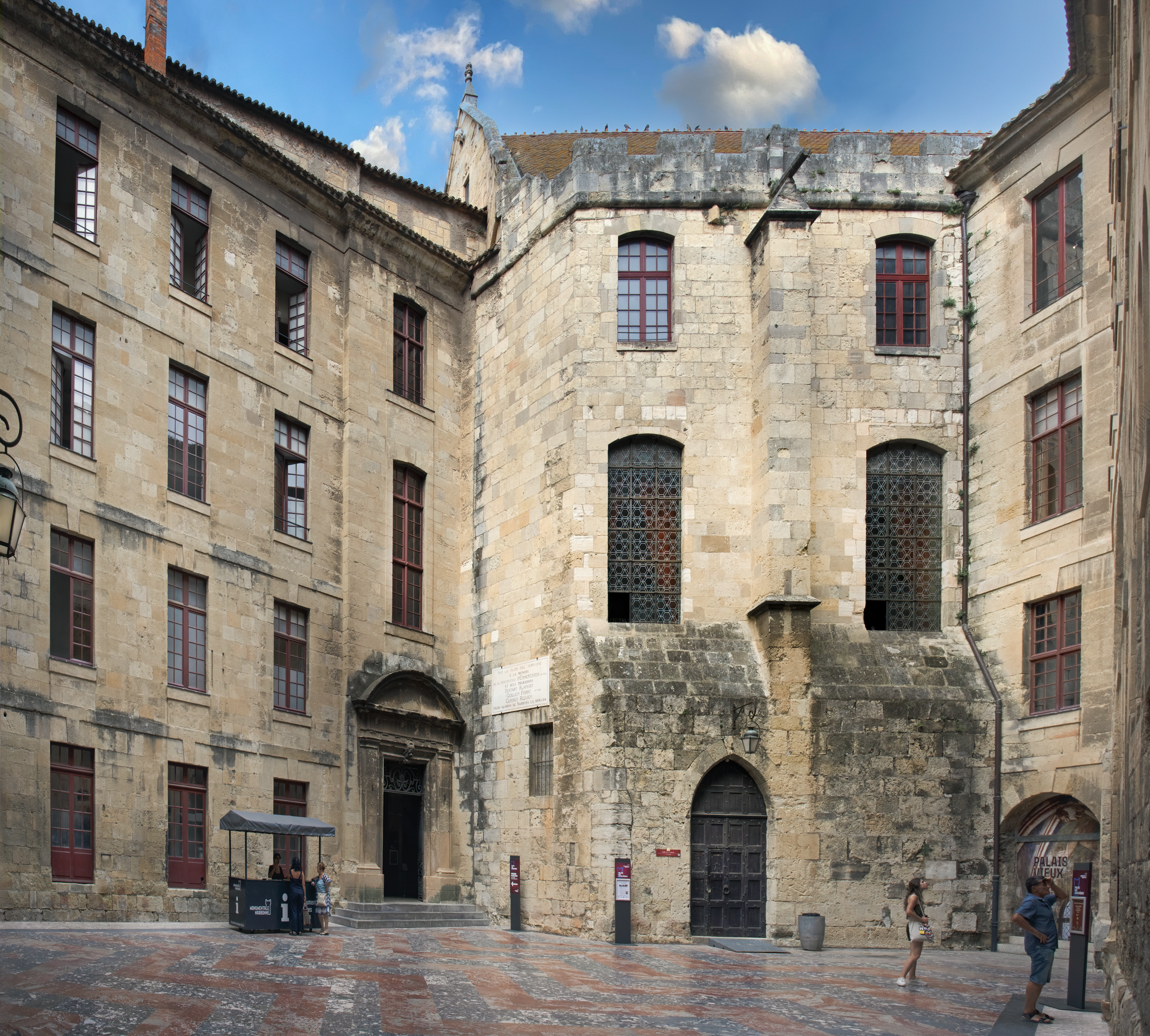
Le Palais Vieux - cour intérieure.
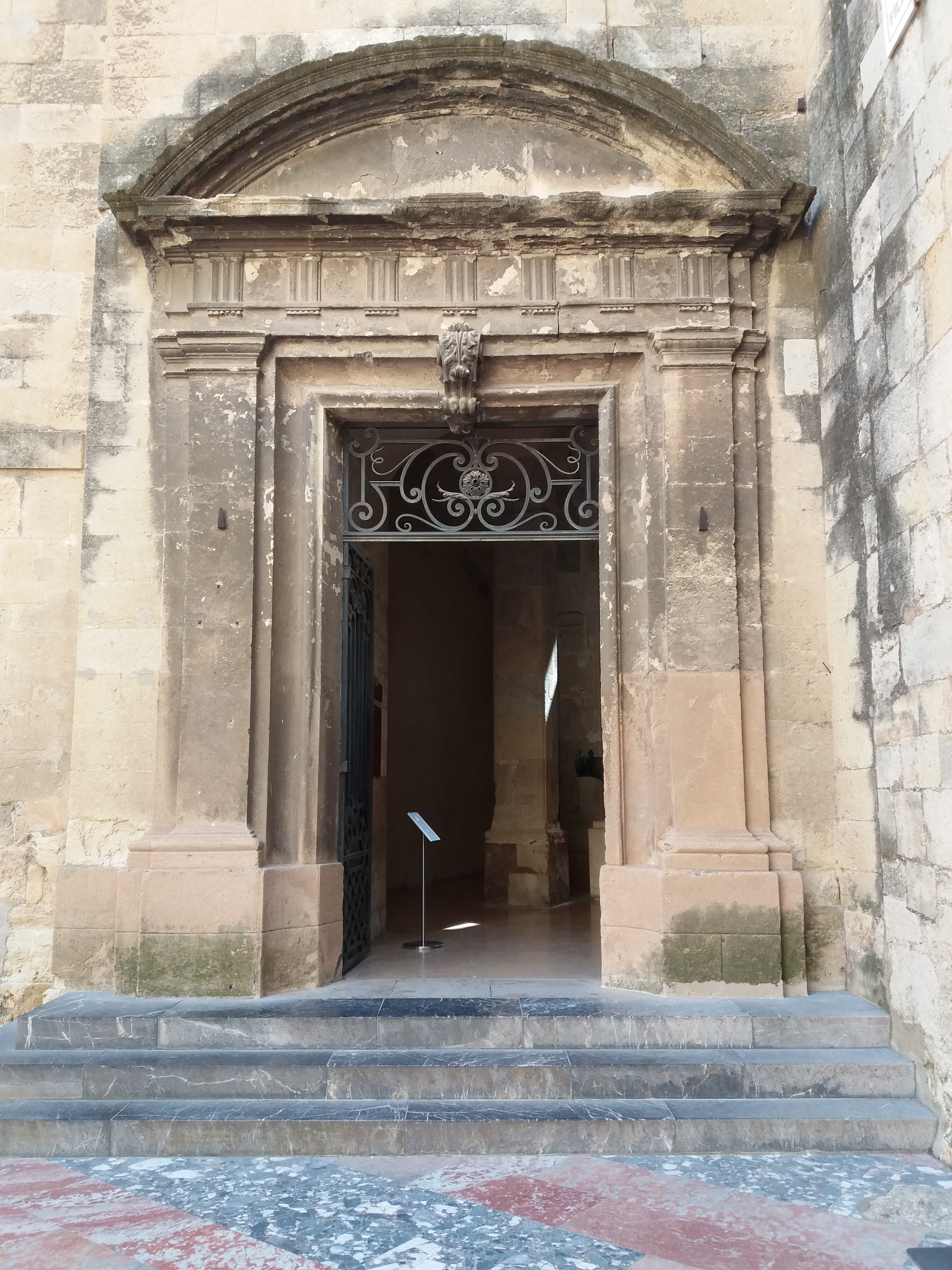
Entrée du Palais Vieux.
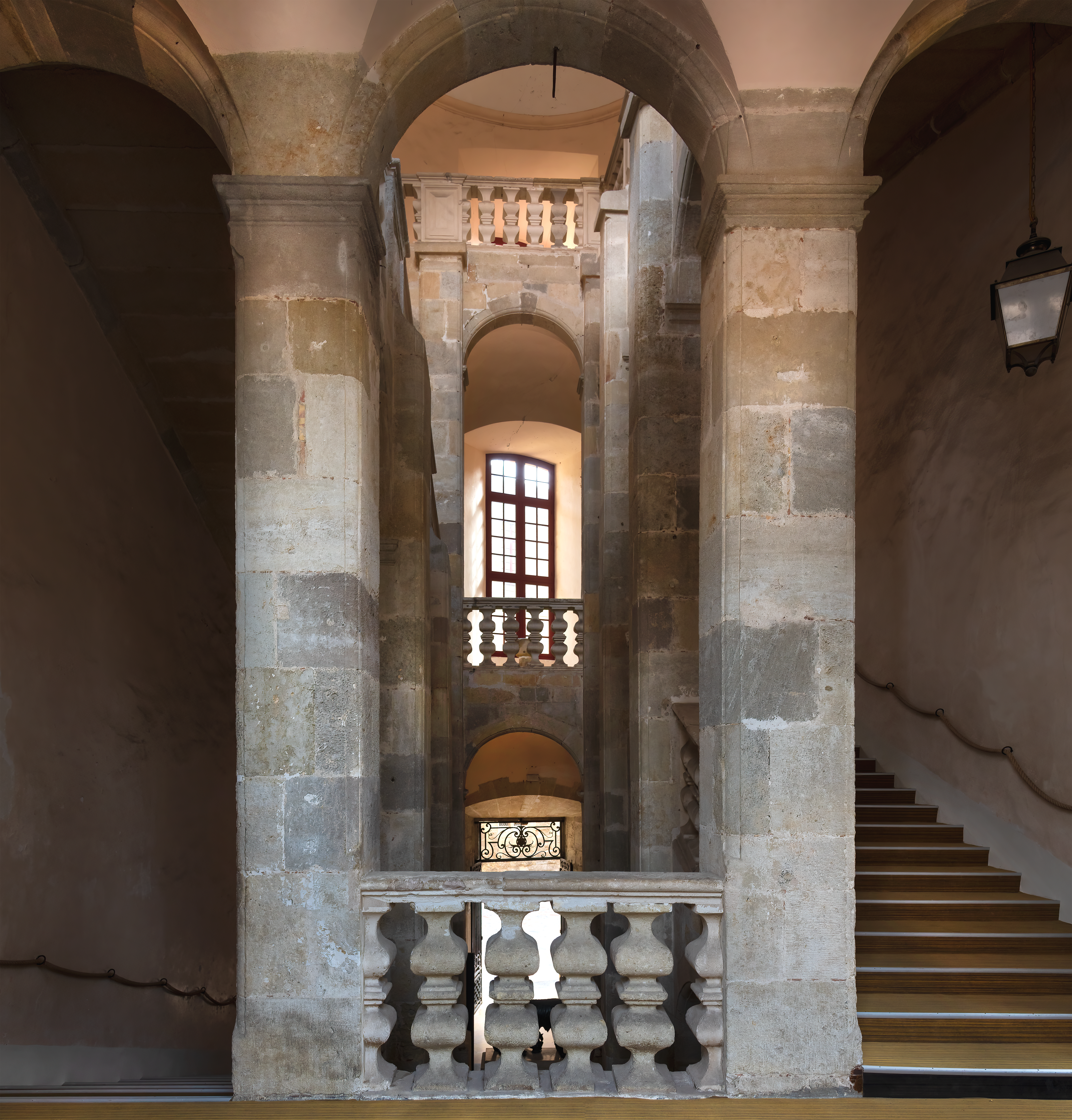
Grand escalier du Palais Vieux.
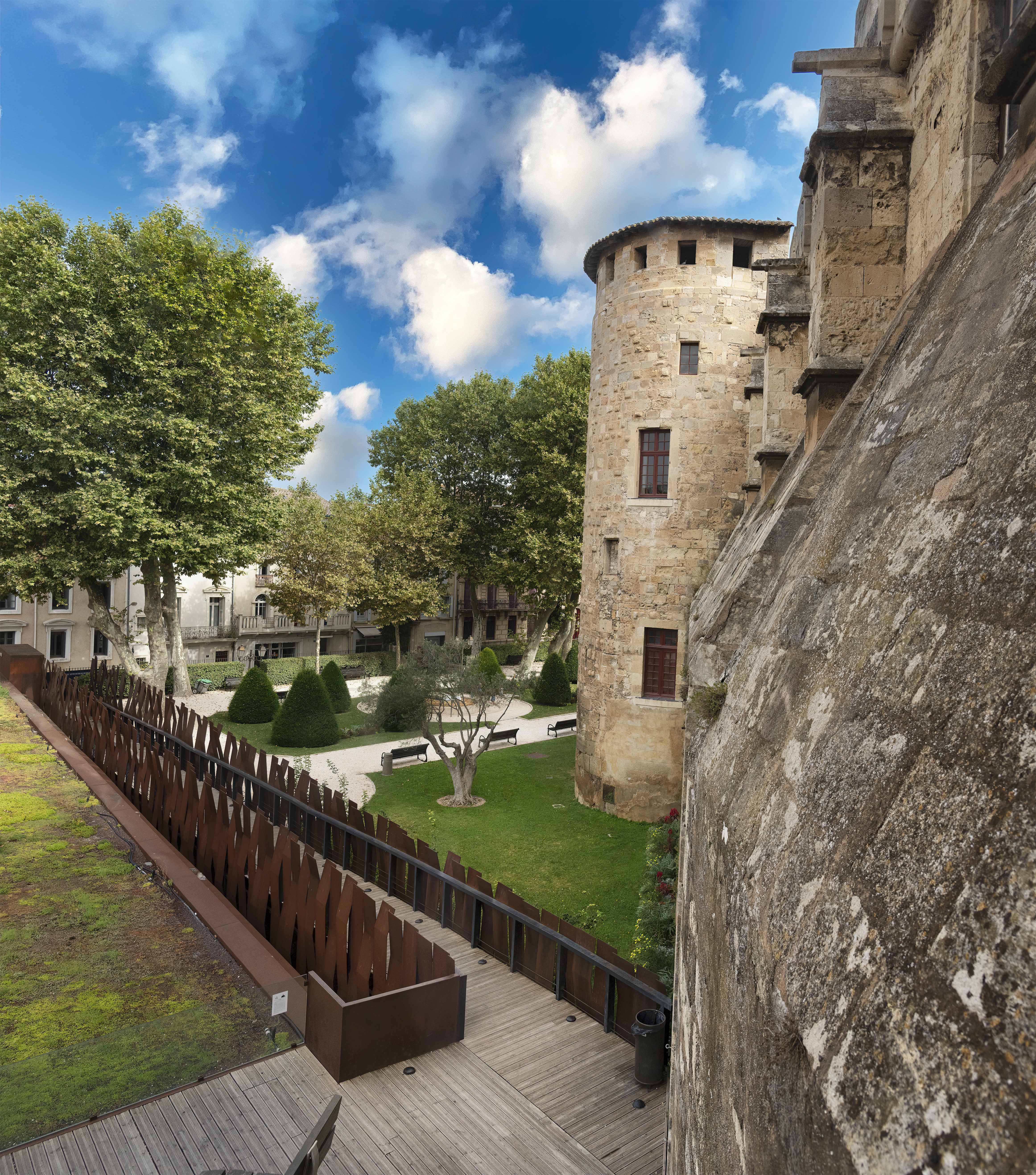
La tour nord du mur d'enceinte du palais des Archevêques vue de la tour sud.

### Le Palais Neuf

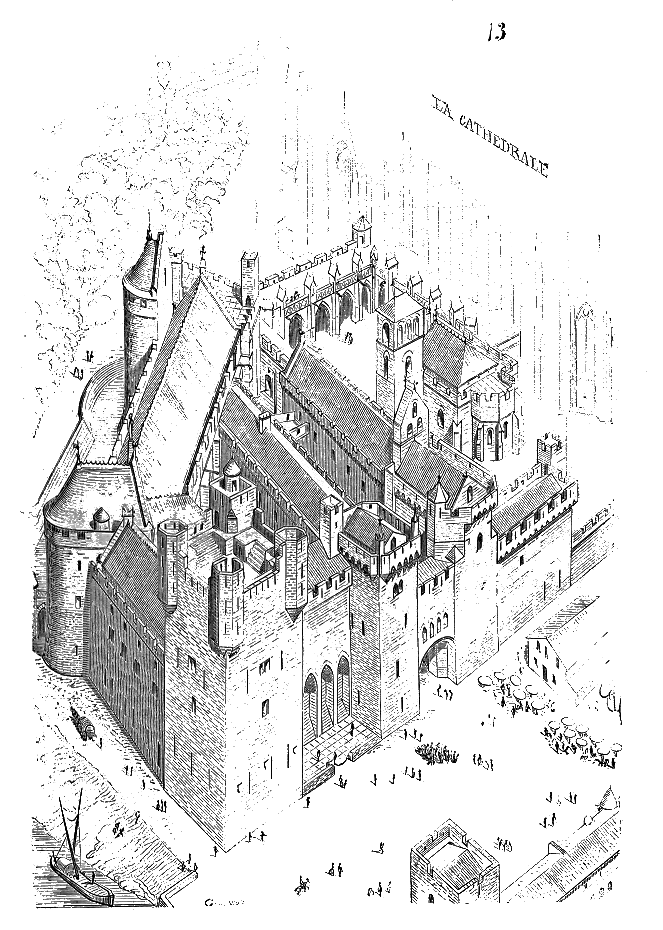
Dessin d'Eugène Viollet-le-Duc.
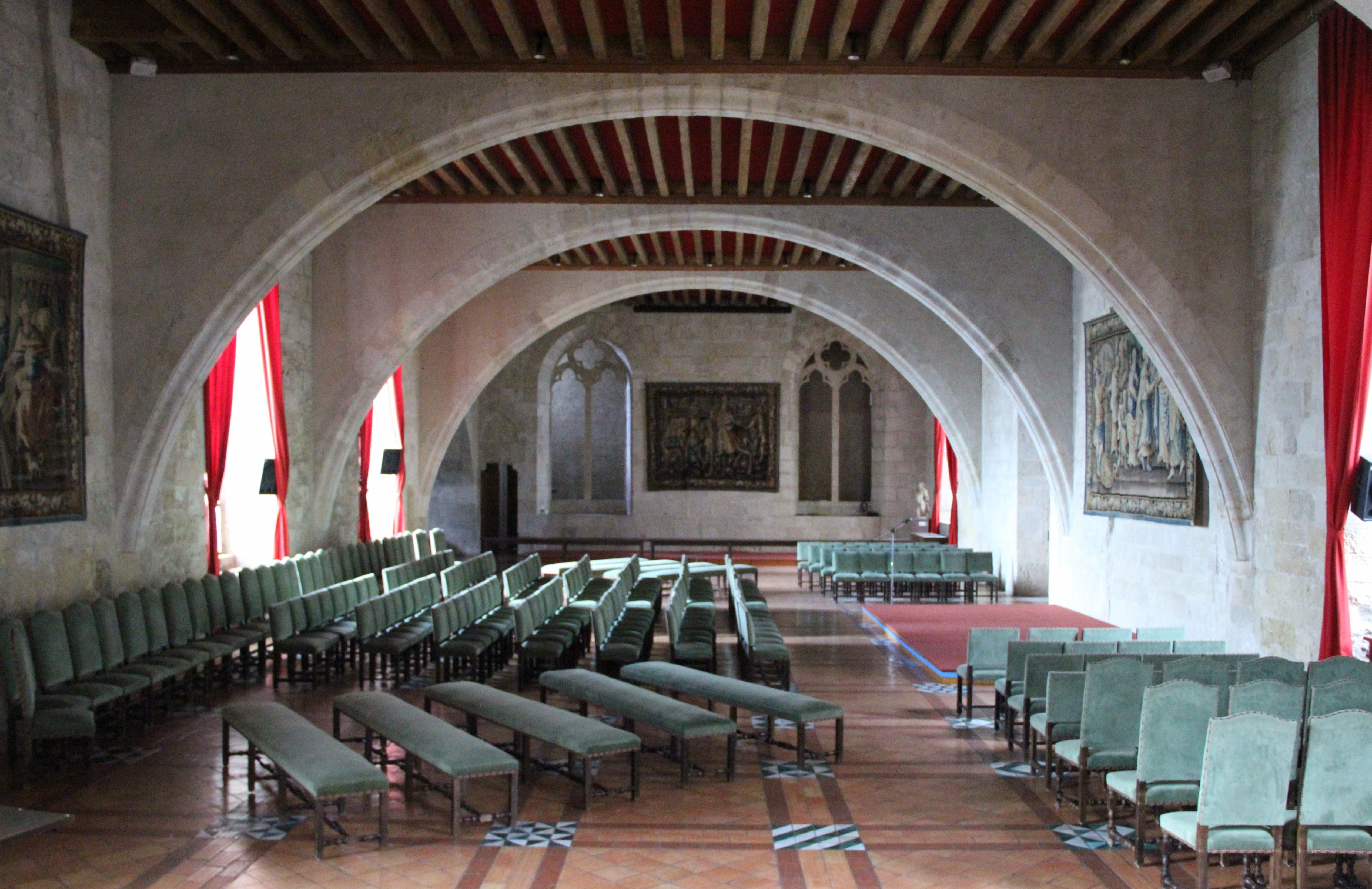
Salle des Synodes.
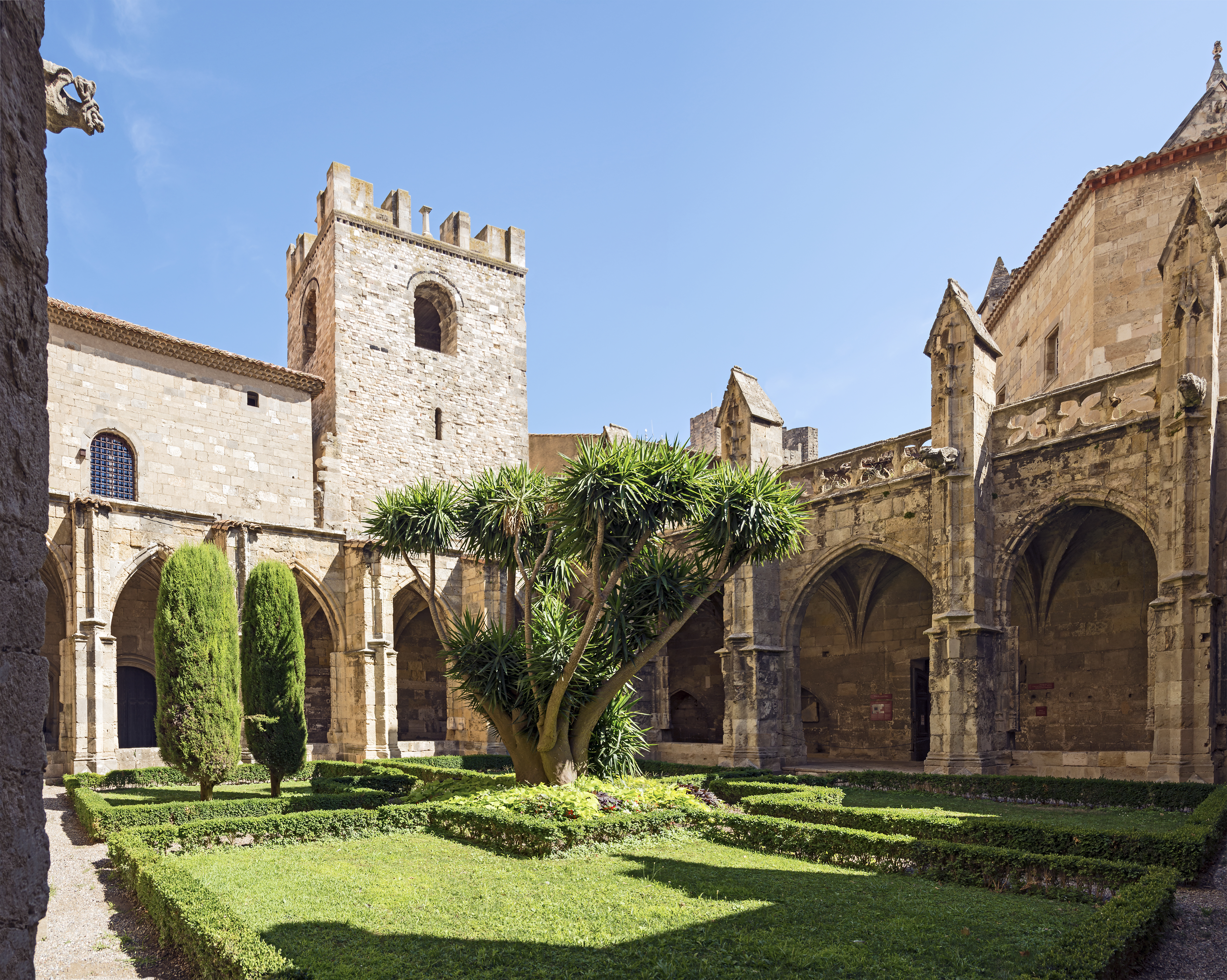
Le cloître.